# Ravelsbach
Ravelsbach là một đô thị ở huyện Hollabrunn trong bang Niederösterreich, ở nước Áo. Đô thị này có diện tích 26,37 km², dân số năm 2001 là 1803 người.